# 최케빈
최케빈(본명: 최광수, 1985년 ~ )은 대한민국의 유튜버이자 트위치 스트리머이다. 개인 방송인으로 활동을 시작했고 인챈트 엔터테인먼트에 소속되어있다. 최케빈이라는 이름의 뜻은 본명의 성인 최와 7살 때 사용하던 영어 이름인 케빈을 합쳐 만들어졌다.

## 역사
- 2015년: 아프리카에서 활동 시작
- 2018년: 트위치에서 활동 시작
- 2019년 8월: 새 멤버 라미 영입
- 2020년 2월: 새 유튜브 채널 최케빈의 블록시티 (부계정) 생성,[a] 키드, 마요 마피아크루 탈퇴
- 2020년 5월: 청와대 랜선 초대장 출연[1]
- 2020년 9월: 구독자 50만 돌파
- 2021년 2월 26일: 청소년 금연캠패인 노담랜드서버 마크로 생방송 진행함.[2]
- 2021년 11월: 뽀글 마피아크루 탈퇴
- 2022년 3월:한팬 복귀의사 밝힘

## 마피아크루(맢동산)
마피아크루는 최케빈을 중심으로 한 영상 제작 크루이며, 현재 마피아크루는 최케빈을 포함해 7명이다.

### 현 멤버
- 최케빈[리더] (2015년 ~ 현재)
- 빛솔 (2015년 ~ 2016년, 2018년 ~ 현재)
- 투디 (2015년 ~ 2016년, 2017년 ~ 현재)
- 연비 (2015년 ~ 현재)
- 청새치에이치
- 나니 (2023 ~ 현재)
- 안이경 - 벤치멤버
- 룩이

### 전 멤버
- 한팬 ( ? , 2022년~2023년)
- 씨엔
- 마요 (2018년 ~ 2019년)
- 키드 (2018년 ~ 2020년)
- 뽀글 (2015년 ~ 2017년, 2019년 ~ 2021년)
- 랜드 (2016년 ~ 2018년)
- 린아 (2017년 ~ 2018년)
- 라미 (2019년 ~ 2023년)
- 로빈 ( ? ~ 2016년)
- 잉여 ( ? ~ ? )

### 플레이 하는 게임
- 휴먼 폴 플랫
- 로블록스
- 마인크래프트
- 브로콜즈
- 구스구스덕
- 어몽어스
- 폴가이즈
- 페인
- 마리오파티 슈퍼스타즈
- 래프트

## 굿즈
최케빈의 굿즈는 머치머치에서 판매중이다.